# Güira de Melena
Güira de Melena – miasto na Kubie, w prowincji Artemisa. W 2004 r. miasto to zamieszkiwało 37 878 osób.
W mieście rozwinął się przemysł tytoniowy oraz spożywczy.